# Eparchie jakutská
Eparchie Jakutsk je eparchie ruské pravoslavné církve nacházející se v Rusku.

## Území a titul biskupa
Zahrnuje správní hranice území republiky Jakutsko.
Eparchiálnímu biskupovi náleží titul biskup jakutský a lenský.

## Historie
V letech 1620-1731 bylo Jakutsko součástí tobolské eparchie.
V letech 1853-1870 existoval Jakutský vikariát kamčatské eparchie. První biskup kamčatský a aleutský svatý Innokentij (Veniaminov) pobýval od 11. září 1853 v Jakutsku a roku 1860 odešel do Blagověščensku. Oficiální založení vikariátu je spojeno s datem 11. ledna 1858 případně podle jiných zdrojů s datem 16. listopadu 1859.
Na konci roku 1869 byl jako výsledek práce Innokentija (Veniaminova) podepsán carem Alexandrem II. Nikolajevičem výnos o zřízení jakutské eparchie.
Roku 1899 během reorganizace kamčatské eparchie byl Ochotský ujezd Přímořské oblasti přidělen k jakutské eparchii.
Během let ruské občanské války se eparchie dočasně ocitla bez svého biskupa, jelikož biskup Jevfimij (Lapin) odešel do Moskvy na Místní sobor ruské pravoslavné církvi (1917-1918) a již se nemohl vrátit. Roku 1919 Omská prozatímní vyšší církevní správa jmenovala dočasným správcem eparchie biskupa Sofronije (Arefjeva). Biskup Sofronij byl v září 1921 zatčen a vyhoštěn z území eparchie. Na konci 20. let vznikla v Jakutsku renovační eparchie. Od roku 1927 renovační biskup N. I. Vinokurov pobýval v Sredněkolymsku. Jakutská eparchie byla velmi chudá zvláště poté co byl sovětskými úřady zabaven Spasský monastýr v Jakutsku. Roku 1929 jmenovali renovátoři jakutským biskupem Michaila (Nikolajeva) ale zřejmě kvůli nedostatku financí nezašel dále než do Irkutska. Roku 1930 měli renovátoři již dva chrámy a roku 1931 renovační synod začlenil eparchii do východosibiřské metropole.
Renovacionismus se v Jakutsku rozvíjel na pozadí masivního zavírání chrámů a zatýkání duchovních, které začalo koncem 20. let. V důsledku toho byly postupně likvidovány všechny duchovní instituce. Chrámy byly vydrancovány a znesvěceny. Církevní majetek a náčiní byly zabaveny. V důsledku toho se ve 30. letech Jakutsko stalo součástí irkutské eparchie. Roku 1939 byl uzavřen poslední fungující chrám v Jakutsku.
Roku 1983 se Rada pro náboženské záležitosti po dlouhých výzvách věřících rozhodla zaregistrovat pravoslavnou farnost v Jakutsku. Jednalo se o modlitebnu svatého Mikuláše Divotvorce.
Dne 23. února 1993 byla rozhodnutím Svatého synodu obnovena jakutská eparchie. Původním titul biskup zněl biskup jakutský a viljujský ale 26. prosince 1995 byl titul změněn. Důvodem změny bylo to, že město Viljujsk obývalo 7000 lidí a nenacházela se zde žádná pravoslavná farnost a město Lensk čítalo více než 30 000 obyvatel a stavěl se zde pravoslavný chrám.

## Seznam biskupů

### Jakutský vikariát kamčatské eparchie
- 1860–1866 Pavel (Popov)
- 1866–1867 Petr (Jekatěrinovskij)
- 1868–1870 Dionisij (Chitrov)

### Jakutská eparchie
- 1870–1883 Dionisij (Chitrov)
- 1884–1889 Jakiv (Domskyj)
- 1889–1896 Meletij (Jakimov) svatořečený
- 1896–1898 Nikodim (Preobraženskij)
- 1898–1905 Nikanor (Naděždin)
- 1905–1909 Makarij (Pavlov)
- 1909–1912 Innokentij (Pustynskij)
- 1912–1916 Meletij (Zaborovskij)
- 1916–1920 Jevfimij (Lapin)
- 1920–1922 Sofronij (Arefjev)
- 1923–1925 Irinarch (Siněokov-Andrijevskij)
- 1926–1928 Sinězij (Zarubin)
- 1928–1931 Irinarch (Siněokov-Andrijevskij) podruhé
  - 1937–1993 součást irkutské eparchie
  - 1946–1947 Venedikt (Pljaskin) dočasný správce
- 1993–2004 German (Moralin)
- 2004–2010 Zosima (Davydov)
  - 2010–2010 Vadim (Lazebnyj) dočasný správce
- 2010–2011 Ilija (Bykov)
- od 2011 Roman (Lukin)